# Херметизиран адаптер за скачване
Херметизираните адаптери за скачване (на английски: Pressurized Mating Adapters) или за по-кратко ХАС (на английски: PMA) се използват на Международната космическа станция (МКС) за свързване на различни модули или за свързване на модули с космически апарати с различни механизми за скачване. Първите два адаптера са изстреляни заедно с модула Юнити на мисия STS-88 през 1998 година, а третият и последен е закаран на станцията по време на мисия STS-92 през 2000 година.

## Употреба
Всичките три ХАС са напълно идентични, но се използват по малко различни начини. И трите изпълняват една и съща функция – да свързват стандартните механизми за скачване с андрогинните скачващи възли на станцията и с определени космически апарати, които посещават станцията.

### ХАС-1
Това е един от първите компоненти на станцията и свързва руския и американския сегмент на МКС между модулите Заря и Юнити. Посредством роботната ръка на совалката астронавтите прикрепват Заря към ХАС-1, който вече е свързан към Юнити и по този начин са скачени първите модули на станцията. Оттогава ХАС-1 свързва перманентно Заря и Юнити.

### ХАС-2
ХАС-2 е монтиран от предната страна на Хармъни и се използва за скачване с космическата совалка. Той е единствения ХАС, който е оборудван със система за прехвърляне на електричество от станцията към совалката. Поради дейности, свързани със сглобяването на станцията, този адаптер е местен няколко пъти:
1. ХАС–2 пристига на станцията през 1998 година скачен с Юнити на предния му механизъм за скачване;
2. През февруари 2001 година е преместен на предния механизъм за скачване на Ферма З1, а за Юнити е скачена лабораторията Дестини;
3. След това ХАС-2 е преместен на фронтовата част на Дестини;
4. През октомври 2007 година на станцията е закаран модула Хармъни. Първоначално той е монтиран на Юнити, като след потегляне на совалката, която е скачена за станцията посредством ХАС-2, адаптерът е преместен и монтиран на предния край на Хармъни.
5. След това Хармъни, заедно с ХАС-2, е преместен и скачен за Дестини на мястото, където преди е бил ХАС-2.

ХАС-2 ще остане на това място докато МКС съществува.

### ХАС-3
През октомври 2000 година по време на мисия STS-92 на станцията е доставен и ХАС-3. Първоначално той е поставен на надирния механизъм за скачване на Юнити. След месец и половина совалката Индевър доставя на станцията Ферма П6 по време на мисия STS-97 и се скачва с МКС посредством ХАС-3. Той е използван за втори и последен път по време на мисия STS-98 през 2001 година, когато Атлантис доставя модула Дестини и го монтира за Юнити.
След това ХАС-3 е преместен на левия механизъм за скачване на Юнити, за да освободи място за МТМ. През 2007 година е преместен на левия механизъм за скачване на Юнити, за да освободи място за Хармъни. През 2010 година ХАС-3 е прехвърлен на зенита на Хармъни, за да освободи място за Транквилити. След активиране на Транквилити, ХАС-3 е преместен на външния му механизъм за скачване.